# Florence Lake
Pour les articles homonymes, voir Lake.
Florence Lake, née le 27 novembre 1904 et morte le 11 avril 1980, est une actrice américaine, connue en particulier pour ses rôles dans les comédies d'Edgar Kennedy.

## Biographie
Florence Lake (née Silverlake) est née en 1904 à Charleston, en Caroline du Sud.
Elle meurt en 1980 à Woodland Hills, Los Angeles. Elle était la soeur de l'acteur Arthur Lake (1905-1987).

## Filmographie
- 1929 : New Year's Eve : Pearl

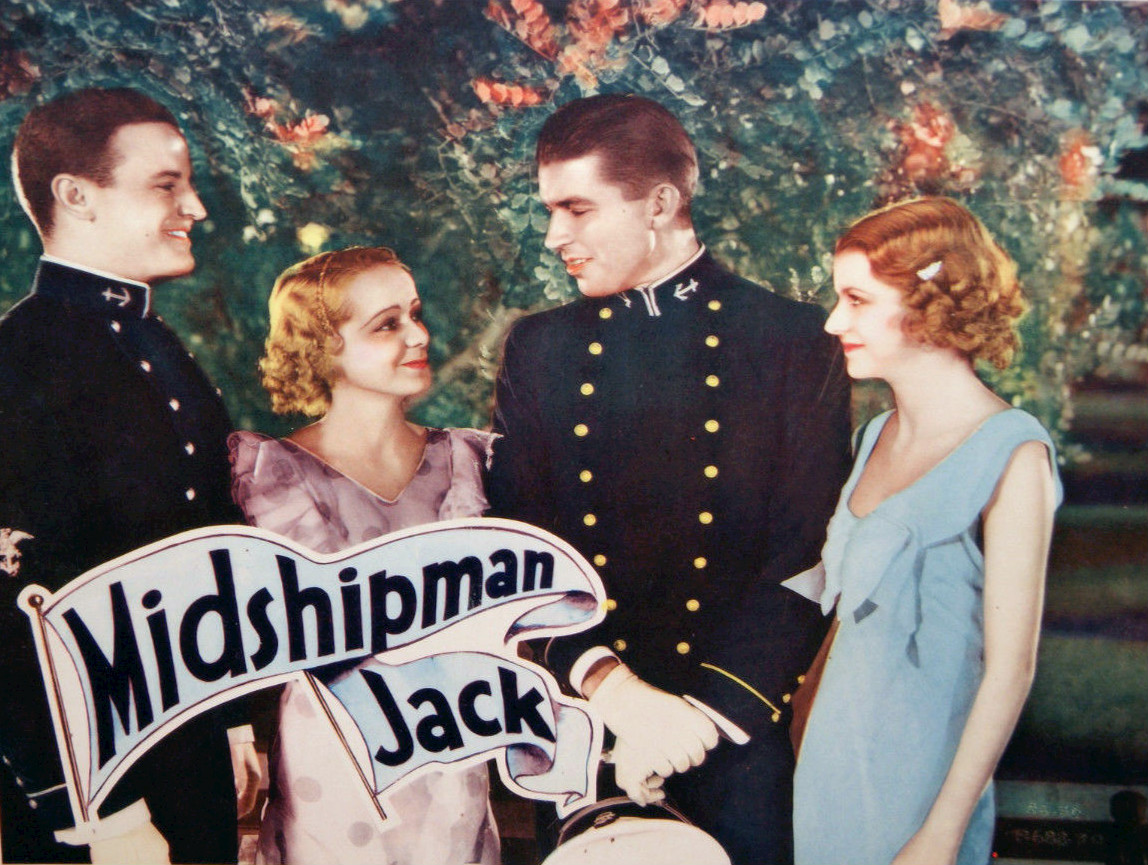
Lobby card pour Midshipman Jack (1933)

- 1929 : Thru Different Eyes : Myrtle
- 1930 : The Rogue Song : Nadja
- 1930 : Romance  Susan Van Tuyl
- 1931 : Docteur Karlov (The Drums of Jeopardy) : Anya Karlov
- 1931 : The Spirit of Notre Dame : Trixie Hayes
- 1931 : Secret Service : Miss Caroline Mitford
- 1932 : Ladies of the Jury : Mrs. Dace
- 1932 : Night World : Ms. Smith
- 1932 : Westward Passage : Elmer's Wife
- 1932 : Frisco Jenny : Ticklish Girl
- 1933 : Midshipman Jack : Sally Withers
- 1933 : Les Gaietés du collège (The Sweetheart of Sigma Chi) : Dizzy
- 1933 : Only Yesterday : amie de Jime
- 1933 : Jimmy and Sally : Marlowe Employee
- 1935 : Two-Fisted : Doris Pritchard
- 1936 : Muss 'Em Up : amie de Tony
- 1936 : Women Are Trouble : Clara
- 1936 : To Mary – with Love : vendeuse
- 1937 : Quality Street : Henrietta Turnbull
- 1937 : Love in a Bungalow : The 'Ga-Ga' Prospect
- 1938 : J'ai retrouvé mes amours (I Met My Love Again) : Carol Towner
- 1938 : Condemned Women : Prisoner
- 1938 : Law of the Underworld : Mrs. Billy Winters
- 1938 : Rebellious Daughters : Dizzy
- 1938 : Vacances payées : invitée
- 1938 : Next Time I Marry : Justice of the Peace's Wife
- 1938 : Dramatic School (1938) - Factory Worker
- 1938 : Convicts at Large : Hattie
- 1939 : Pacific Liner : Miss Smith - Dancing with Crusher
- 1939 : La Chevauchée fantastique (Stagecoach) : Mrs. Nancy Whitney
- 1939 : Union Pacific : Woman
- 1939 : Bachelor Mother : femme d'Oliver
- 1939 : When Tomorrow Comes : Waitress
- 1939 : 5th Ave Girl : Slavey - the Cook's Helper
- 1942 : Four Jacks and a Jill : Counter Girl
- 1942 : Scattergood Survives a Murder : Phoebe Quentin
- 1943 : Crash Dive : Doris - Jean's Roommate
- 1943 : Hi'ya, Sailor : Secretary
- 1944 : Her Primitive Man : Miss Crims
- 1944 : Casanova Brown : Nurse Phillips
- 1944 :  San Diego I Love You : Miss Lake
- 1944 : Goin' to Town : Abigail
- 1944 : Hi, Beautiful : Mrs. Bisbee
- 1946 : Riverboat Rhythm : Penelope Beeler Witherspoon
- 1946 : Little Giant
- 1946 : The Time, the Place and the Girl : Kathy
- 1947 : All Gummed Up : Aged Serena
- 1947 : My Wild Irish Rose : Diner at White Horse Tavern
- 1949 : The Stratton Story : Mrs. Appling
- 1950 : Ambush : Mrs. Wolverson
- 1952 : Man from the Black Hills : Martha
- 1952 : Fargo : Maggie
- 1952 : The Maverick : Grandma Watson
- 1953 : Bubble Trouble  : Old Serena Flint
- 1953 : She Couldn't Say No : Mrs. Gruman
- 1953 : The Flaming Urge : Mrs. Binger
- 1954 : Bitter Creek : Mrs. Hammond
- 1954 :  The Desperado de Thomas Carr : Mrs. Cameron
- 1955 : The Lone Ranger Saison 5 Episode 34 : Emmy Corkle
- 1956 : The Boss : Waitress
- 1966 : Petticoat Junction (1966 - S3Ep30) : Mrs. Latimer
- 1966 : The Ghost and Mr. Chicken : Occult Clubwoman
- 1967 : The Big Mouth : Assaulted Lady
- 1970 : Savage Intruder : Mildred
- 1971 : Adam 12 The Grandmothers : Mrs. Frieda Pine
- 1973 : Time to Run
- 1973 : Frasier, the Sensuous Lion (1973) : Old Woman on Porch
- 1973 : Mary Tyler Moore  , Series 4, episode 8, “Lou’s First Date” : Martha Dudley
- 1974 : Welcome to Arrow Beach : Landlady
- 1975 : The Day of the Locust : Lee Sisters #2
- 1976 : Emergency! : Maggie